# サヤ・デ・マルハ・バンク

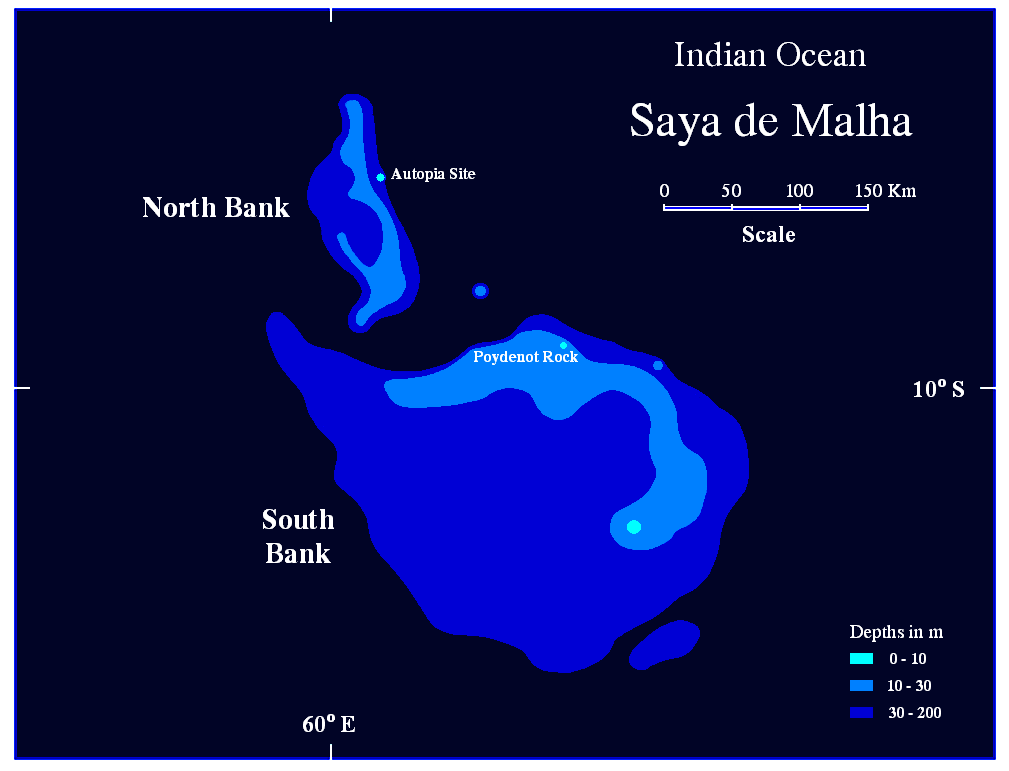

サヤ・デ・マルハ・バンク (Saya de Malha Bank) は、世界最大の海面下にある堆で、広大なマスカリン海台の一部を成す。
マダガスカルの東、セイシェルの南東、ナザレスバンクとカルガドス・カラホス諸島、モーリシャス島の北に位置する。最も近い陸地は、約300キロメートル西にあるモーリシャス領のアガレガ諸島である。モーリシャスには、排他的経済水域の一部とされている。
面積は40,808平方キロメートルであり、小さいノースバンクと巨大なサウスバンクに分かれている。サウスバンクは、環礁だと考えれば世界最大であり、一般に世界最大の環礁とされるグレート・チャゴス・バンクのほぼ3倍の面積を有する。
水深は周辺部で17メートルから29メートル、ラグーンだった場所でおよそ73メートルである。また、10メートル以下の場所もあり、最も浅いPoydenot Rockと呼ばれる場所で7メートルである。
3500万年前にレユニオンホットスポットにより形成された。数百万年前は現在のレユニオンやモーリシャス島のような火山島であったが、その後は海面下に沈んだ。
喜望峰とインドとの間の航海中にこのバンクに遭遇したポルトガル人探検家により、500年前に命名された。
同地はセーシェルとモーリシャスの排他的経済水域にはギリギリ範囲外だが法的大陸棚に属しており、両国の指定する共同管理区域(JMA:Joint Management Area)の範囲内である。両国はここで石油・ガスの調査を行う予定である。
人工島計画
Biorockを使った人工島計画Autopiaがあった。